# 姫路市立鹿谷中学校
姫路市立鹿谷中学校（ひめじしりつ かやちゅうがっこう）は、兵庫県姫路市夢前町前之庄にある公立中学校。

## 沿革
公式サイト「沿革」による。

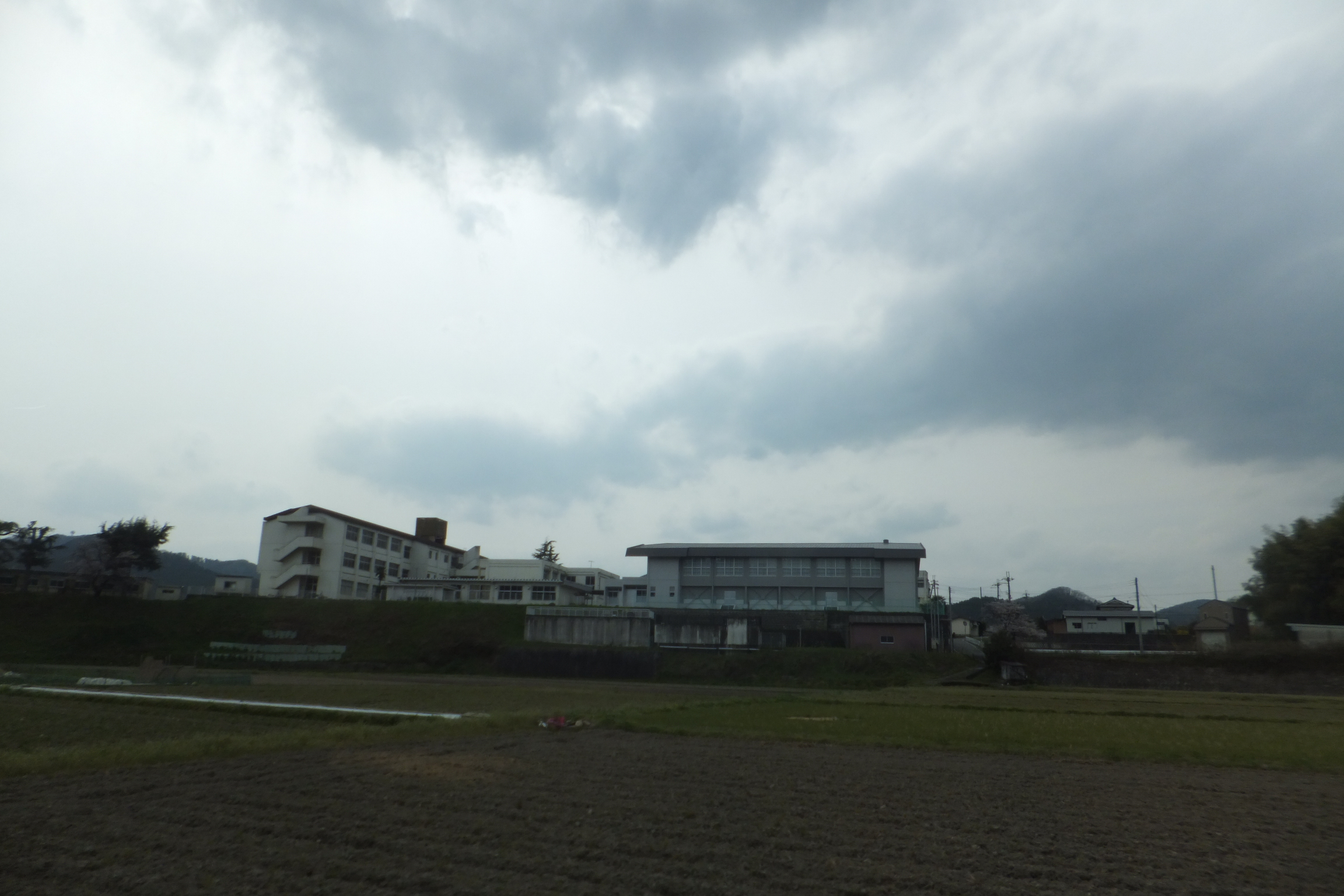
校舎の遠景

- 1947年（昭和22年） - 鹿谷村立鹿谷中学校として開校。当初は山之内・前之庄の2校舎に分かれていた。
- 1948年（昭和23年） - 前之庄・山之内両校舎を新築。校歌を制定。
- 1955年（昭和30年）7月1日 - 飾磨郡鹿谷村が同郡置塩村・菅野村と合併、夢前町となったのに伴い、夢前町立鹿谷中学校と改称。
- 1962年（昭和37年） - 山之内校舎を前之庄校舎へ統合。
- 2006年（平成18年）3月27日 - 夢前町が姫路市へ編入されたのに伴い、姫路市立鹿谷中学校と改称。

鹿谷校区は少子化の影響が著しく、姫路市教育委員会は本校を「統合を進める必要がある」として早ければ2028年度にも姫路市立置塩小学校・姫路市立前之庄小学校・姫路市立古知小学校・姫路市立置塩中学校との統合による義務教育学校の設立（校地は前之庄小・鹿谷中を使用）を目指す方針を明らかにした。

## 通学区域
- 姫路市立前之庄小学校の通学区域[3]。

### 過去の進学前小学校
- 姫路市立山之内小学校（2010年に前之庄小へ統合）

## 部活動
- 運動部：陸上競技部、卓球部、野球部
- 文化部：音楽部、美術部

## 周辺
当校の位置する前之庄は、旧夢前町の行政の中心であった。
- 姫路市役所夢前事務所（旧・夢前町役場）
- 姫路市立前之庄小学校
- 兵庫県立夢前高等学校
- 夢前郵便局
- 兵庫県道67号姫路神河線
- 夢前川

## 著名な出身者
- 長岡千里 - ボブスレー選手

## アクセス
- 神姫バス 前之庄にて下車、西へ500m

## 通学区域が隣接している学校
- 姫路市立安富中学校
- 姫路市立菅野中学校
- 姫路市立置塩中学校
- 姫路市立香寺中学校
- 福崎町立福崎西中学校
- 市川町立市川中学校
- 神河町立神河中学校
- 宍粟市立一宮南中学校